# Бута (Олт)
Бута (рум. Buta) насеље је у Румунији у округу Олт у општини Крампоја. Oпштина се налази на надморској висини од 124 m.

## Становништво
Према подацима из 2002. године у насељу је живело 821 становника, од којих су сви румунске националности.